# 艾尔河畔库尔塞勒
艾爾河畔库尔塞勒（法語：Courcelles-sur-Aire，法語發音：[kuʁsɛl syʁ ɛʁ]）是法国默兹省的一个市镇，属于巴勒迪克区。

## 地理
艾尔河畔库尔塞勒（48°56'12"N, 5°14'35"E）面积11.93 平方千米，位于法国大東部大區默兹省，该省份为法国西北部内陆省份，北与比利时接壤，西接马恩省和阿登省，南至上马恩省和孚日省，东临默尔特-摩泽尔省。
与艾尔河畔库尔塞勒接壤的市镇（或旧市镇、城区）包括：博西特、艾尔河畔肖蒙、小埃里兹、莱特鲁瓦多迈讷、凡尔登地区讷维尔、朗贝库尔-索迈讷。

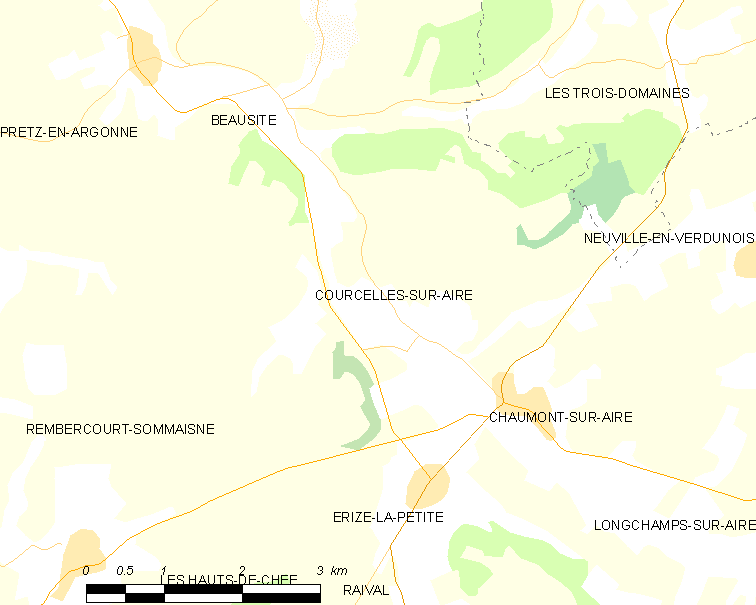
艾尔河畔库尔塞勒的OSM定位图

艾尔河畔库尔塞勒的时区为UTC+01:00、UTC+02:00（夏令时）。

## 行政
艾尔河畔库尔塞勒的邮政编码为55260，INSEE市镇编码为55128。

## 政治
艾尔河畔库尔塞勒所属的省级选区为奥尔南河畔勒维尼县。

## 人口

1962-2008年间艾尔河畔库尔塞勒人口变化图示

艾尔河畔库尔塞勒于2022年1月1日时的人口数量为42人。